# Fort Fetterman

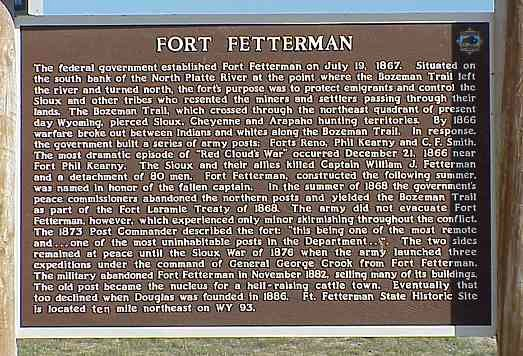
Informatiebord bij Fort Fetterman

Fort Fetterman werd in 1867 gebouwd door het leger van de Verenigde Staten op de Great Plains in Dakotaterritorium, ongeveer 18 km ten noordwesten van het huidige Douglas (Wyoming). Het fort ligt hoog op de kliffen ten zuiden van de North Platte en diende als een belangrijke basis voor het begin van verschillende militaire expedities van de Verenigde Staten tegen strijdende indianen. Het fort is opgenomen in het National Register of Historic Places.
Het oude fort is gedeeltelijk gerestaureerd maar raakt door verwaarlozing in verval. Het wordt het beheerd als een historische plaats door de staat Wyoming.  Bezoekers kunnen een interpretatief pad bewandelen om de ruïnes van de gebouwen van het fort te bekijken.  Een officiersverblijf en een opslagplaats voor munitie zijn gerestaureerd en bevatten tentoonstellingen, artefacten en diorama's over de geschiedenis van het fort, Fetterman City en de inheemse Amerikanen in de omgeving.

## Geschiedenis

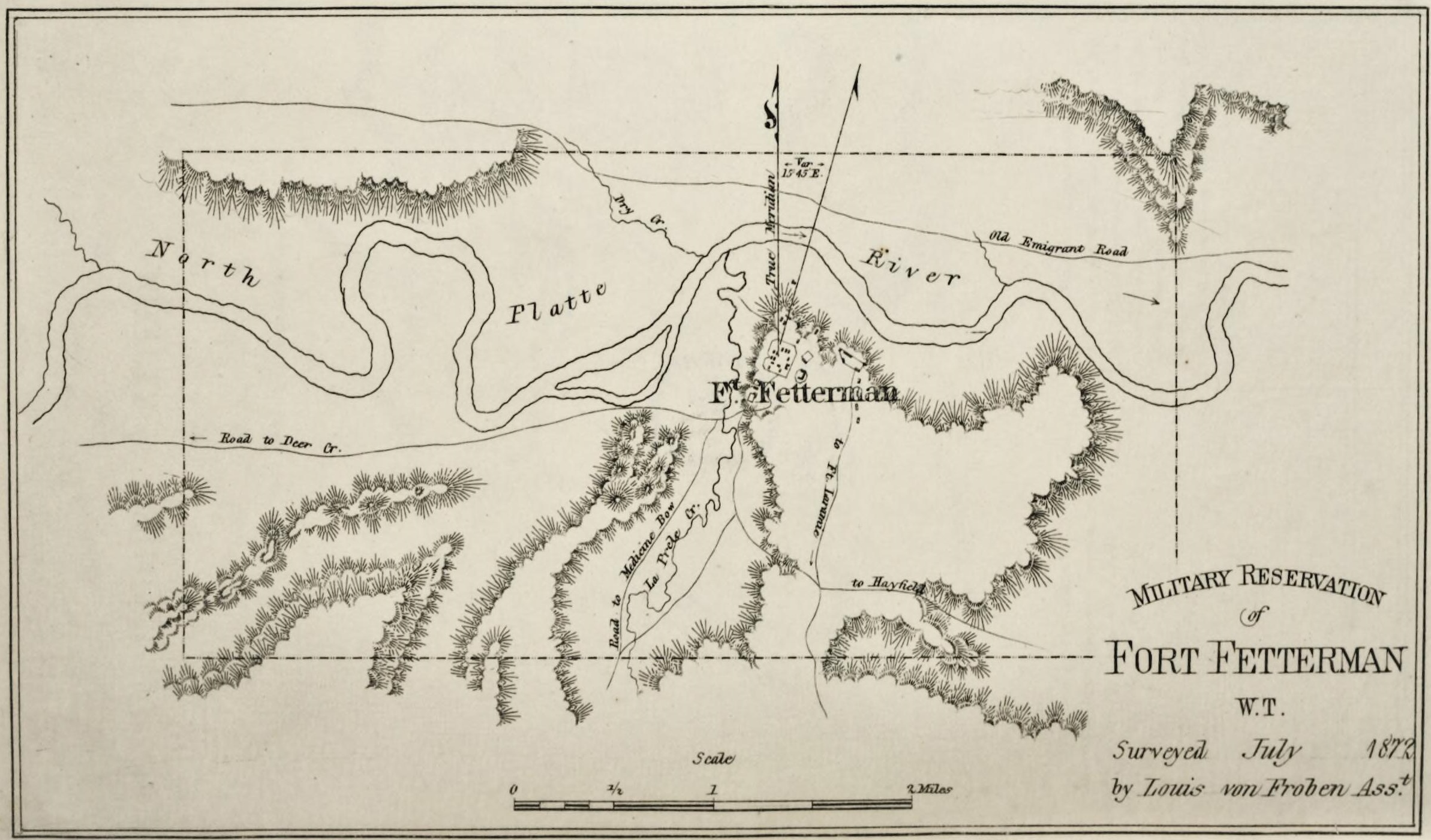
Kaart van het fort bij de North Platte

Fort Fetterman werd gebouwd als een belangrijk bevoorradingspunt voor de operaties van het Amerikaanse leger in het gebied. Het fort werd op 19 juli 1867 opgericht door de compagnieën A, C, H en I van het 4e Infanterieregiment onder commando van majoor William E. Dye. Het fort werd vernoemd naar kapitein William Fetterman die sneuvelde tijdens Fettermans gevecht bij Fort Phil Kearny op 21 december 1866.Dat gevecht was een deel van de Oorlog van Red Cloud tussen 1866 en 1868 om het Powder River Country in handen te houden.

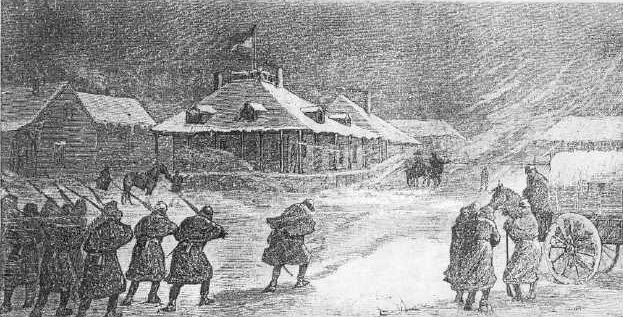
Crook komt aan in Fort Fetterman

Het bevatte kwartieren voor driehonderd soldaten en de nodige officieren; de verschillende magazijnen en opslagplaatsen die nodig waren voor het bewaren van munitie, rantsoenen en andere benodigdheden, een hospitaal met vijftien bedden, stallen voor vijftig paarden; een kraal voor zesenvijftig muilezelwagens met hun dieren; een theater, een ijskelder, een wortelhuis, een graanschuur, een bakhuis, smidse, zaagmolen, zadelmakerij, verfwinkel, wasvrouwenkwartieren en een stoommachine om water uit de North Platte Rivier te pompen.
Met de voltooiing van Fort Fetterman verliet het leger Fort Caspar en verhuisde het garnizoen in augustus naar het nieuwe fort.  Omdat het aan de zuidkant van de Platte lag, werd Fort Fetterman uitgesloten van de bepalingen van het Verdrag van Fort Laramie uit 1868, dat resulteerde in het opgeven door de VS van alle forten verder naar het noorden: de forten Reno, Phil Kearny en Fort C.F. Smith). Fort Fetterman werd zo de meest noordelijke militaire post in het oosten van Wyoming.  Het was belangrijk voor de bescherming van de Bozeman Trail en andere routes voor kolonisten.
Gezien de afgelegen locatie werd de post niet als een aantrekkelijke post beschouwd. De soldaten deserteerden vaak en de winters waren lang en hard.  Voorraden moesten per wagen worden aangevoerd vanuit Fort Laramie naar het zuidoosten of vanuit Medicine Bow Station aan de spoorlijn.  Soldaten moesten water van de rivier of een nabijgelegen kreek de steile rotswanden op dragen.  De grond bleek ongeschikt voor het onderhouden van tuinen, dus verse groenten waren niet beschikbaar.
In 1876, tijdens de Grote Siouxoorlog van 1876 met de inheemse Lakota-, Cheyenne- en Arapaho-volkeren, werd de eentonigheid van de garnizoensdienst in Fetterman doorbroken door een reeks grote militaire expedities die vanuit het fort vertrokken. De Bighornexpeditie, met drie van de vier compagnieën van de post onder het bevel van kolonel Joseph J. Reynolds, culmineerde in een nederlaag bij de Slag bij de Powder River in maart. De Yellowstone Expeditie onder leiding van brigadegeneraal George Crook vocht in juni in de slag bij de Rozenknop en de Powder River Expeditie onder leiding van Colonel Ranald S. Mackenzie vernietigde in november een Cheyennedorp tijdens het Dull Knife gevecht. Fort Fetterman bleef actief tot 1882, toen het verlaten werd door het leger omdat de indiaanse oorlogen voorbij waren.
Een kleine gemeenschap (Fetterman City) werd gesticht rond het lege fort door Charles Henry King en anderen als een bevoorradingspunt voor ranchers uit de omgeving en voor wagentreinen.  Toen de stad Douglas 18 km verderop in 1886 werd gesticht, ging Fetterman City snel achteruit.